# 천추의 한
"천추의 한"은 한국에서 제작된 안종화 감독의 1956년 영화이다. 김영식 등이 주연으로 출연하였고 변순제 등이 제작에 참여하였다.

## 출연

### 주연
- 김영식
- 김신재
- 서월영
- 김웅
- 엄앵란

## 기타
- 조명: 최진
- 녹음: 이경순
- 미술: 임명선